# Centro Cultural Banco do Brasil (Rio de Janeiro)
O Centro Cultural Banco do Brasil Rio de Janeiro, resumidamente CCBB Rio de Janeiro ou CCBB RJ, é um centro cultural situado no bairro do Centro, na Zona Central da cidade do Rio de Janeiro. Faz parte de uma rede de espaços culturais, denominada Centro Cultural Banco do Brasil, gerida e mantida pelo Banco do Brasil. 
O prédio ocupado pelo CCBB RJ, situado no n° 66 da Rua Primeiro de Março, possui uma área construída de 19.243 m², dos quais 15.046 m² são ocupados pelo centro. Localiza-se na Orla Conde, em frente ao Largo da Candelária.
Segundo pesquisa publicada pelo site The Art Newspaper em abril de 2014, o CCBB RJ foi considerado o 21º museu de arte mais visitado do mundo, tendo tido um total de 2.034.397 visitantes em 2013. Segundo o mesmo site, a exposição Picasso e a modernidade espanhola, realizada no centro cultural, foi considerada a mostra pós-impressionista e moderna mais visitada do mundo em 2015.

## História

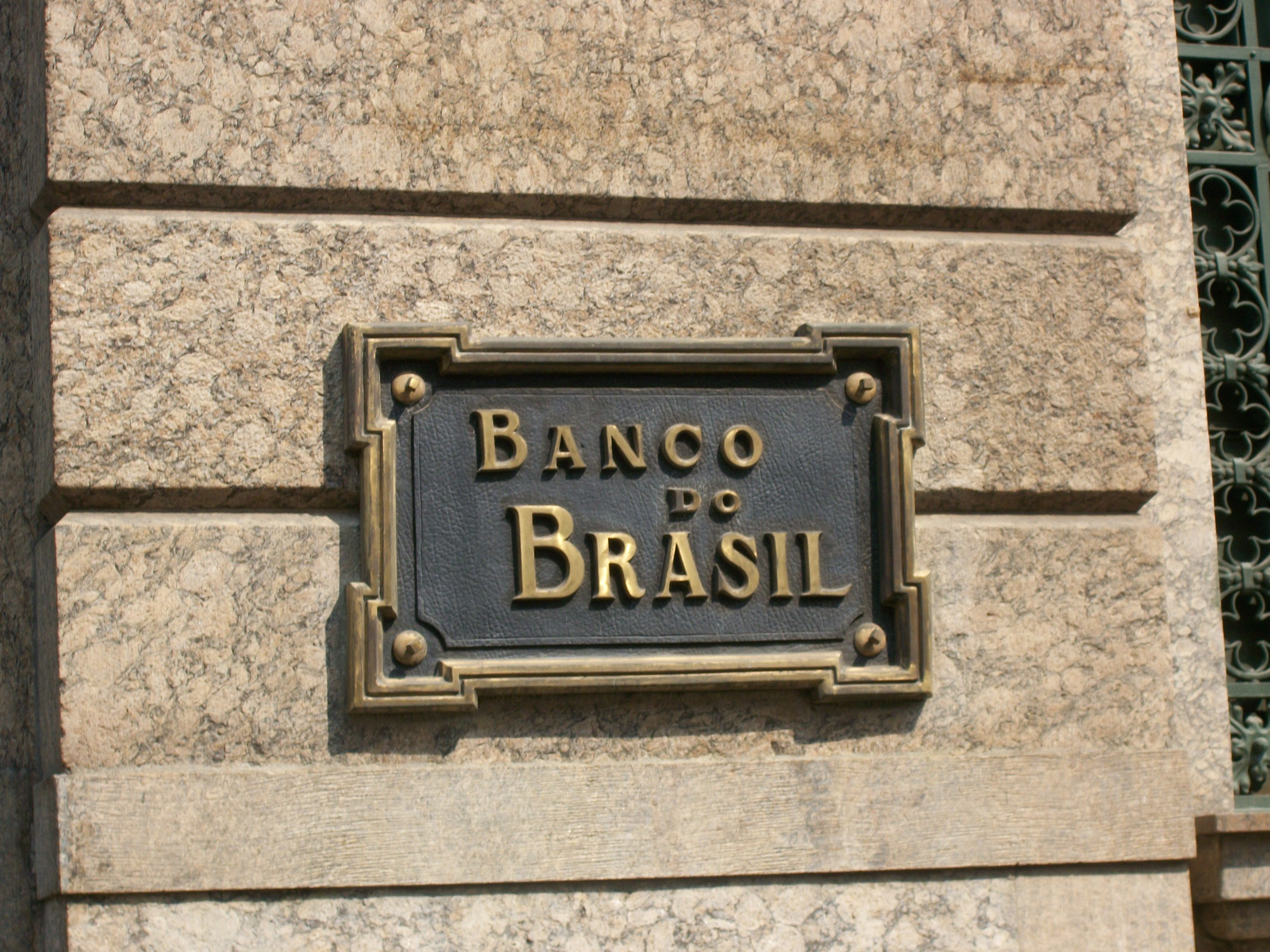
Placa do Banco do Brasil instalada no edifício que abriga o museu.

O prédio onde hoje se situa o centro cultural teve sua pedra fundamental lançada em 1880, materializando assim o projeto do arquiteto Francisco Joaquim Béthencourt da Silva, fundador da Sociedade Propagadora das Belas-Artes e do Liceu de Artes e Ofícios do Rio de Janeiro. Foi inaugurado em 1906, como sede da Associação Comercial do Rio de Janeiro. Na década de 1920, o edifício passou a pertencer ao Banco do Brasil, que o transformou em sede própria. Em 1960, passou a ser sede da Agência Centro do Rio de Janeiro e, posteriormente, da Agência Primeiro de Março.
O CCBB RJ foi idealizado em 1986, ano em que Camilo Calazans de Magalhães exercia o cargo de presidente do Banco do Brasil. O centro foi inaugurado no dia 12 de outubro de 1989, tendo sido o primeiro museu inaugurado da rede CCBB. O projeto de adaptação do edifício preservou o requinte das colunas, dos ornamentos e do mármore que sobe do foyer pelas escadas, além de ter retrabalhado a cúpula sobre a rotunda. Posteriormente, outros centros da rede foram inaugurados nas cidades de Belo Horizonte, Brasília e São Paulo.

## Características

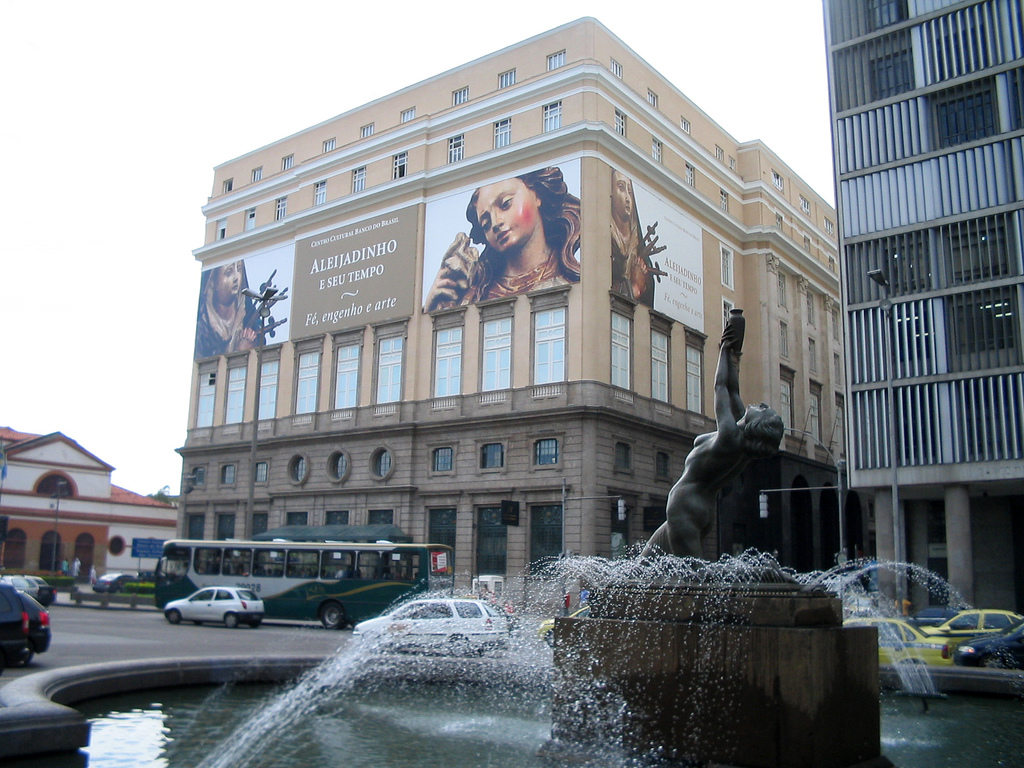
Fachada do CCBB Rio de Janeiro, em 2008.

O CCBB RJ ocupa um prédio histórico situado no bairro do Centro, inaugurado em 1906 e que havia abrigado a sede do Banco do Brasil desde a década de 1920. O centro cultural ocupa 15.046 m² de um total de 19.243 m² de área construída.
O edifício conta com os seguintes espaços em seu interior: salas para mostras no primeiro e no segundo andar; uma sala de cinema com 110 lugares no térreo; uma sala com 53 lugares para exibição de vídeos no mezanino; três salas para espetáculos teatrais, sendo uma no térreo, com 175 lugares, e mais duas no segundo andar, uma com 158 lugares e outra sem lugares fixos, para espetáculos alternativos; um auditório com 90 lugares no quarto andar; e uma biblioteca no quinto andar.